# Alfredo Arias (calciatore)
Alfredo Carlos Arias Sánchez (Shangrilá, 28 novembre 1958) è un allenatore di calcio ed ex calciatore uruguaiano, di ruolo centrocampista, tecnico del Deportivo Cali.

## Palmarès

### Allenatore

#### Competizioni nazionali
- Campionato ecuadoriano: 1

Emelec: 2017